# BSA B31
La BSA B31 est une moto produite par BSA.

## Conception et développement
Présentée en 1945 la BSA B31 était le premier nouveau modèle de la société après la Seconde Guerre mondiale. Basée sur les modèles d'avant-guerre, cette moto était équipée d'un moteur monocylindre à quatre temps de 348 cm3. Initialement, elle avait un cadre rigide et une fourche télescopique, la première à être utilisée sur une BSA. La moto développait environ 17 ch (13 kW), ce qui était suffisant pour une utilisation routière et pour permettre d'atteindre une vitesse de pointe d’environ 113 km/h. Un kit de compétition était disponible pour les modèles rigides d'origine B31 et B33. Il fut immédiatement populaire et bientôt rejoint par une version 500 cm3, la BSA B33 et ses équivalents en compétition, les BSA B32 et B34; les versions side-car, avec une suspension plus rigide et une démultiplication finale différente, étaient connues sous les noms de BB31 et BB33.
La suspension arrière à piston fut proposée plus tard, avec un bras de suspension arrière oscillant disponible à partir de 1954. Le modèle a continué sa production jusqu'en 1959, date à laquelle la traditionnelle magdyno Lucas fut remplacée par un alternateur et une bobine d'allumage .
La série B s'est élargie tout au long de sa production pour inclure les célèbres BSA Gold Star, et la moitié inférieure de tous les moteurs ont beaucoup en commun avec les modèles à soupapes latérales de la série M de BSA. La M33, conçu pour être équipée d'un side-car, combinait le cadre robuste de la série M et le moteur plus performant de la B33 de 500 cm3 à soupapes en tête .

## Voir également
- Liste des motos BSA
- Liste de motos des années 1940